# St. Leonhard (Oberschönegg)

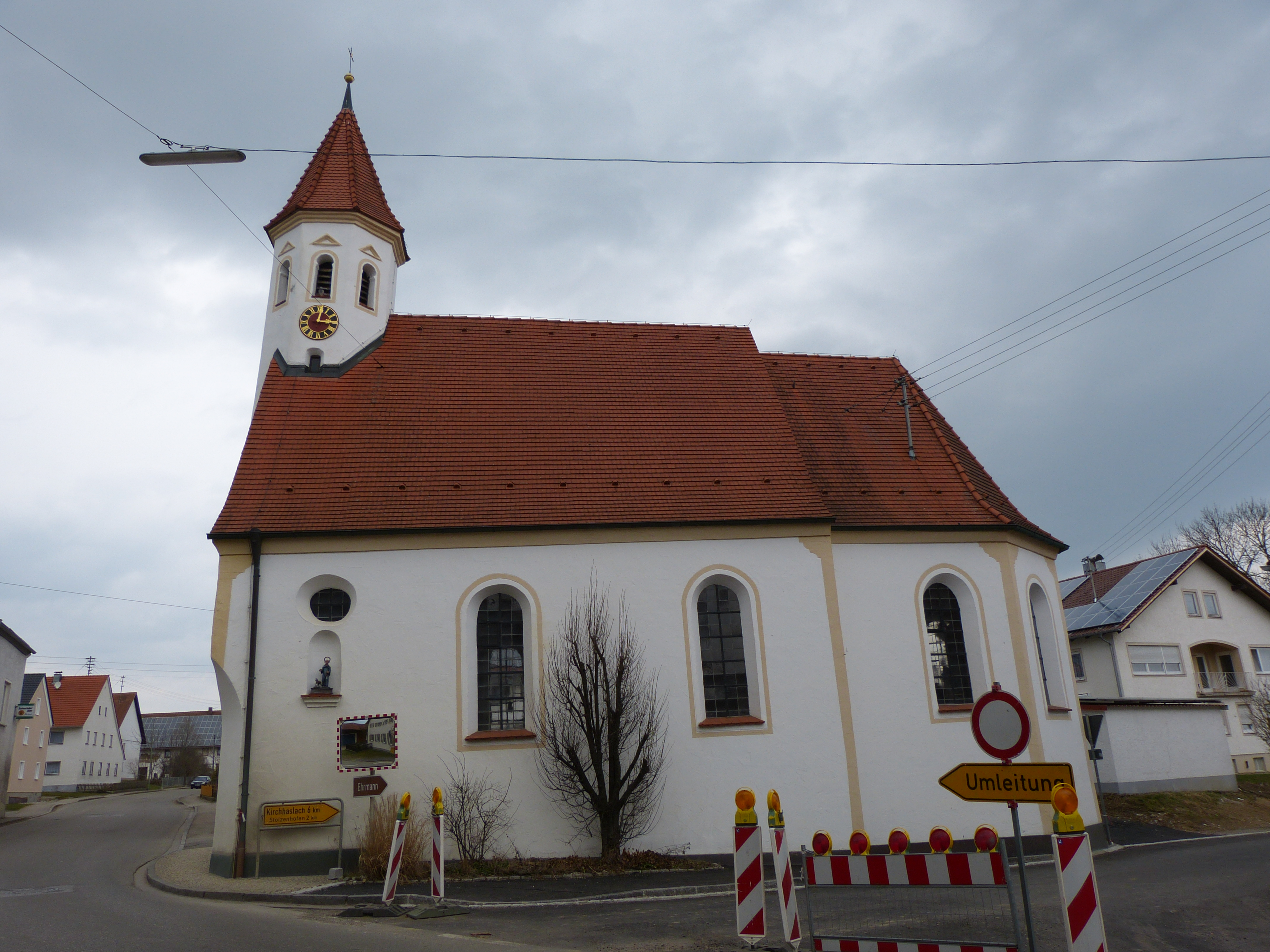
St. Leonhard in Oberschönegg

Die römisch-katholische Filialkirche St. Leonhard befindet sich in Oberschönegg im Landkreis Unterallgäu in Bayern. Die Kirche steht unter Denkmalschutz.

## Beschreibung
Die Kirche wurde von Sebastian Lachenmayr errichtet und 1686 geweiht. Das Gebäude besteht aus einem Saal mit Flachdecke. An diesen schließt sich der leicht eingezogene Chor mit dreiseitigem Schluss an. An der Westseite über dem Eingang befindet sich ein Dachreiter. Der Hochaltar zeigt ein Kruzifix mit der Hl. Maria Magdalena aus dem Ende des 17. Jahrhunderts. Die Empore an der Westseite zieren Tafelbilder mit Darstellungen des Salvator mundi und den Aposteln. Diese stammen aus der Zeit um 1700.

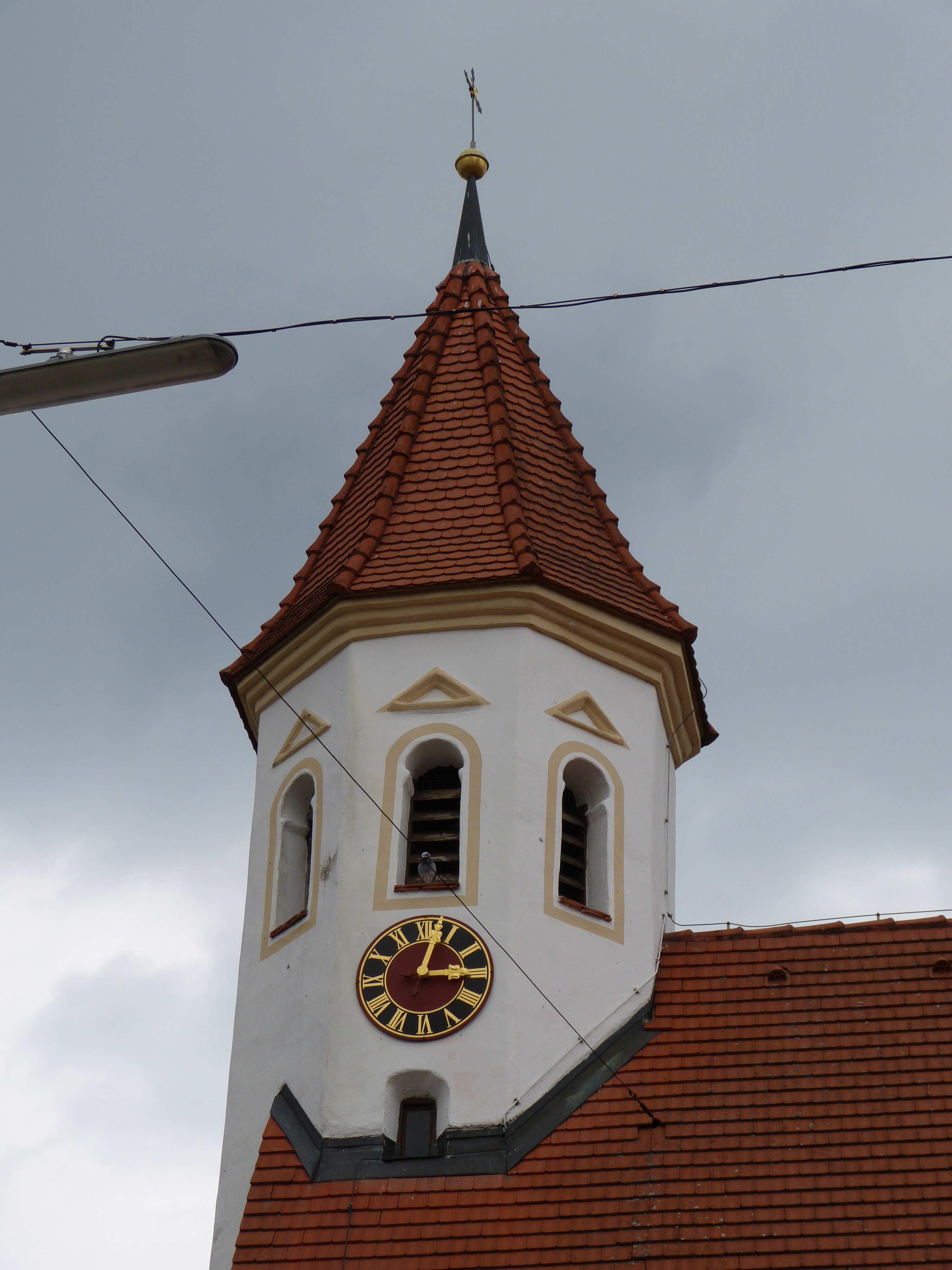
Dachreiter
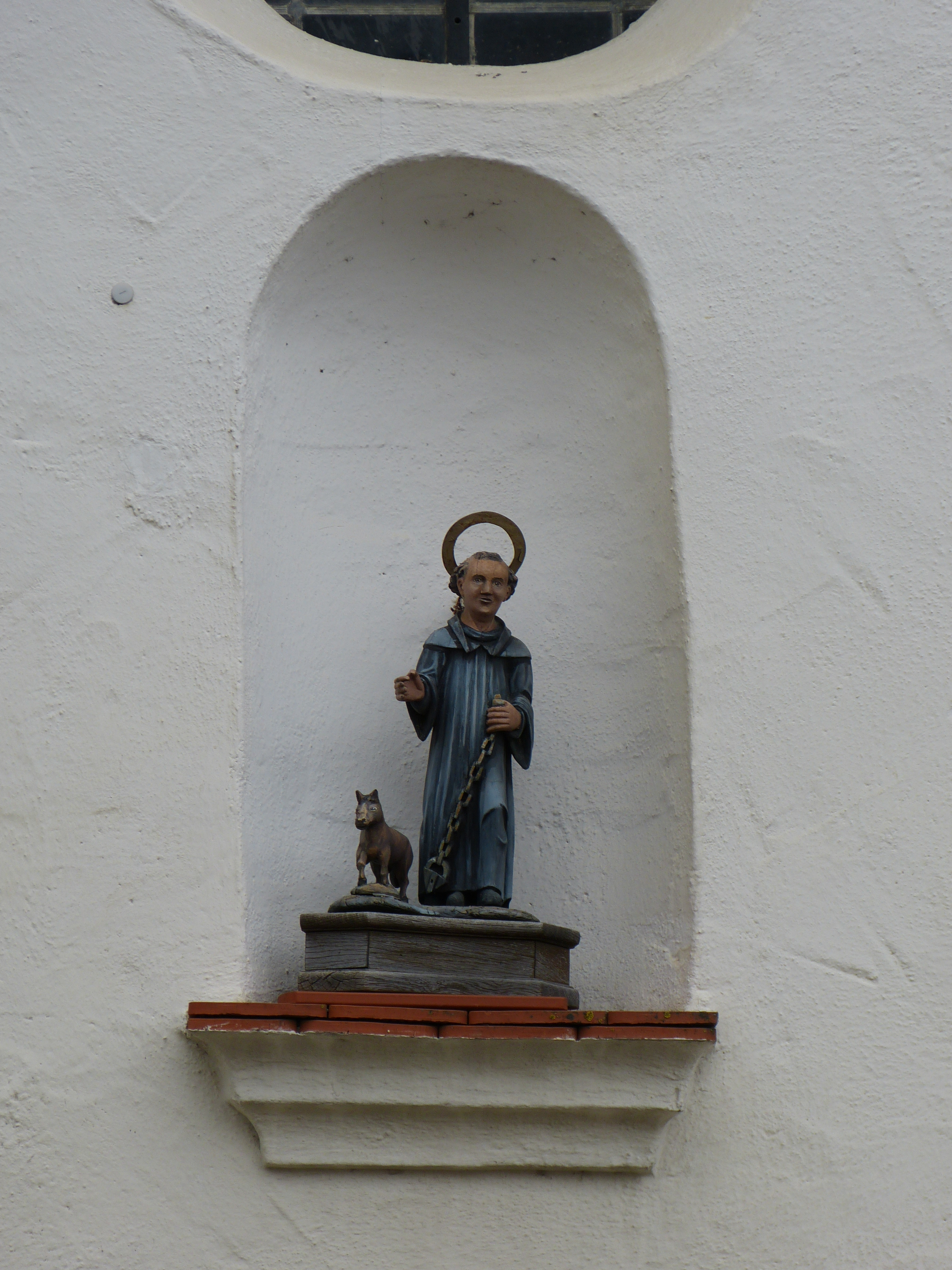
Figur an der Südseite